# ジョン・サンテイトン
ジョン・サンテイトン（John Saintignon、1965年5月6日 - ）は、アメリカ合衆国のプロバスケットボール指導者。アリゾナ州ツーソン出身。現役時代のポジションはポイントガード/シューティングガード。
シトラ・クラブ、埼玉ブロンコス（現：さいたまブロンコス）のヘッドコーチ、オレゴン州立大学バスケットボール部（オレゴン州立大学ビーバーズ）のディレクター、メキシコでのチーム指導などを経て、2021年からは山口ペイトリオッツのヘッドコーチを務めた。

## 学生時代
カリフォルニア大学サンタクルーズ校の選手として、大学史上最高得点者の記録を有する。1985-86シーズンには1試合平均31.2得点を挙げてNCAAディビジョンIIIの得点王となる。1990年にカリフォルニア大学サンディエゴ校に転校後卒業し、経済学の学位を取得。その後リバティ大学で芸術の修士を取得する。

## コーチとしての経歴
サンテイトンの指導者としての最初の活動は、カリフォルニア州インペリアルビーチインペリアル・ビーチのマービスタ高校でのコーチだった。彼は1992年から95年までの3シーズンにわたってヘッドコーチを務め、チームを1964年以来となるチャンピオンシップ勝利に導いた。
その後、1995年から2001年までチュラビスタのボニータビスタ高校のヘッドコーチを務めた後、 2002年にはキャニオン・デルオロ高校（CDO）のヘッドコーチに転じ、3シーズン連続で州のプレーオフに進出した。CDOで3シーズンを過ごした後、サンテイトンはアリゾナ州フェニックスに移り、新しい学校であるデザートエッジ高校を率いた。彼は、オレゴン州立大学とのPac-10会議への参加を求められる前に、学校プログラムの構築を支援した。
オレゴン州立大学でバスケットボールのディレクターとして2シーズンを過ごした後、サンテイトンはメキシコのシナロア州クリアカンに本拠地を置き、メキシコの地域プロリーグである太平洋岸バスケットボールサーキット(CIBACOPA)に所属するカバレロス・デ・クリアカンのヘッドコーチに就任。24チームのLNBPでの1年目のフランチャイズプレーを支援し、プレーオフの資格を得て、全体で6位でフィニッシュした。
サンテイトンはNCAAディビジョンIIに戻り、カリフォルニア州立スタニスラウス大学の助手に就任。彼は2008年から2009年までウォリアーズのスタッフのメンバーだった。
2009-10年、サンテイトンはサクラメントのグラント高校ヘッドコーチへの就任を要請される。同校はプレーオフの資格を得て、成功への道を歩み続ける。
同じシーズン、サンテイトンは、中東のバーレーンにあるシトラ・クラブの海外専門組織のヘッドコーチとして招聘される。 シトラ・クラブでは2009-2011の2シーズンで、彼は最初のシーズンでセーラーを6ラウンドに導き、ファイナルフォーから1ゲームを終え、全体で5位に1ポイント差をつけた。次のシーズン、彼はチームを6–3の記録に導いた。これは、アラブの春による国内の内乱がシーズンの早期キャンセルを余儀なくされる前に、4位でフィニッシュした。
サンテイトンは、メキシコのノガレスに本拠地を置くCIBACOPA所属のフエルサ・ギンダ・デ・ノガレスのヘッドコーチに就任、チームを2012年シーズンに待望のプレーオフに導く。
2016年、CIBACOPA所属のカバレロス・デ・クリアカンのヘッドコーチに2度目の復帰。同年、チームをプレーオフに導く。
2019-2020シーズン、サンテイトンは、日本のB3リーグに所属する埼玉ブロンコス（現：さいたまブロンコス）の指導を要請され、COVID-19の影響で国内リーグがキャンセルされるまで、プレーオフ進出に向けて指導を行なった。
これまでにイタリア、中国、クロアチア、バーレーン、メキシコ、コロンビア、アルゼンチン、ドミニカ共和国にてゲストスピーカーとして招聘され、巡回指導の傍ら、トレーニングDVDをいくつか制作している。

## 書籍
- TakeYourShot、Make Your Play（2017年）
- Shooting for Impossible（2021年）
- Pass Attack the Complete Offensive System （2006年）

## 私生活
妻のアンジェリカと暮らしており、2人の息子がいる。